# John Kløve Hald
John Kløve Hald, född 12 april 1842 i Hegebostrand, död 10 januari 1921, var en norsk läkare.
Hald blev candidatus medicinæ 1867, förste underläkare 1868 och 1877 överläkare vid Kristiania stads sjukhus. Åren 1894–1911 var han direktör for Kristiania kommunala sjukhus, studerade hospitalsväsen upprepade gånger i utlandet och var 1870–94 anställd i Medicinaldirektoratet. Han skrev en del medicinalstatistiska arbeten, skolhygieniska avhandlingar och Det medicinske Selskabs Historie (1883).